# Puente Lipcani-Rădăuți
El Puente Lipcani-Rădăuți (en rumano: Podul Lipcani-Rădăuţi) es un puente de carretera sobre el río Prut y un puesto de control entre Moldavia y Rumania.
El puente Rădăuţi-Lipcani fue construido en 1937 y fue dañado en 1941, al retirarse del Ejército Rojo, durante la invasión liderada por Alemania a la Unión Soviética. Fue reconstruido, pero destruido otra vez en 1944, durante los bombardeos de la II Guerra Mundial. En 2000, la Comisión Europea destinará € 11 millones para que Moldavia y Rumanía reconstruyeran el puente. La construcción fue terminada en 2005. El puente y el puesto de control de frontera entre Rumanía y Moldavia fueron reabiertos el 15 de febrero de 2010.